# Agrolux Községeket és Mezőgazdaságokat Villamosító Rt.
Az Agrolux Községeket és Mezőgazdaságokat Villamosító Rt.-ot a Hajós- és Szántó Elektromos Gyára Rt. hozta létre 1920-ban.

## Tulajdonosai
Az Agrolux igazgatósági tagjai között a Leszámítoló Bank, az Országos Központi Hitelszövetkezet, az Egyesült Budapesti Fővárosi Takarékpénztár emberein kívül Szántó Endre, és később Wiesengrund Miksa is helyet kapott.

## Tevékenysége
A céget, mint a Hajós- és Szántó Elektromos Gyára Rt. leányvállalatát, kifejezetten a községek villamosításának kivitelezésére hozták létre. A munkálatokat az Agrolux végezte, míg a szükséges anyagokkal (számlálók, mérőműszerek stb.) az anyacég látta el.
Pártos Marcell vezérigazgatóhelyettes 1937. november 23.-i sikkasztás miatti bódítószerrel történt öngyilkossága után az anyavállalat többször átszervezésre került. A vállalat kiszélesedett profilja bővítést követelt. Az elektromos részleg 1940-ben átköltözött a XIV. kerület Francia út 11. szám alá a frissen megvásárolt Malomsoky-gyártelepre. A részvények tulajdonosa a Leszámítoló és Pénzváltó Bank érdekeltségéhez tartozó Első Magyar Papíripar Rt. volt. Mivel a gyár eredeti profiljától az elektrotechnikai cikkek gyártása erősen elütött, a bank jóváhagyásával átprofilírozták a jól működő Agrolux Községeket és Mezőgazdaságokat Villamosító Rt.-hez, mely az V. kerület Falk Miksa u. 2. szám alatt székelt. A profilleadást egy pénzügyi tranzakcióval kötötték egybe. A Magyar Wolfram Lámpagyár Kremeneczky János Rt. (Orion) felvásárolta az Agrolux részvényeket, ezt követően vásárolta meg formálisan az Agrolux a Francia úti gyártelepet.

## A háború után
Az Agrolux Francia úti gyártelepe kisebb sérülésekkel vészelte át a háborút. A károkat gyorsan helyrehozták. A leányvállalat a gyárral bekapcsolódott a jóvátételi szállításokba, és így alkalma nyílt a megkötött magyar-szovjet szerződés értelmében 35 ezer darab egyfázisú fogyasztásmérő exportjára. A gyár kapacitása évi 100 ezer darab egyfázisú fogyasztásmérő, 25 ezer darab kávéfőző, 500 ezer darab főzőlap, 50 ezer darab vasaló, 100 ezer darab íróasztallámpa, és még egyéb szerelési anyagok termelése járult. A vállalatot az 1948/3500 számú rendelettel államosították. Az államosítást követő profiltisztítás során leadta a fogyasztásmérők gyártását. A számlálógyártási ágazatát a Népgazdasági Tanács 1950. március 2-i határozata olvasztotta be a Ganz Árammérőgyárba (ÁMGy) kb. 40 fővel.